# Anolis lemurinus
Anolis lemurinus es una especie de lagarto que pertenece a la familia Dactyloidae. Es nativo de México, Belice, Guatemala, El Salvador, Honduras, Nicaragua, Costa Rica, Panamá, y Colombia. Su rango altitudinal oscila entre 80 y 880 m s. n. m..